# Pastinaca (planta)
Pastinaca es un género de plantas herbáceas perteneciente a la familia Apiaceae, comprende 14 especies. Un importante miembro de este género es la pastinaca, Pastinaca sativa.

## Descripción
Son hierbas perennes o bianuales, robustas a delgadas, erectas, caulescentes, ramificadas, glabras a pelosas, generalmente con raíces axonomorfas a veces engrosadas. Hojas alternas, pecioladas, membranáceas, 1-2-pinnadas con anchos folíolos serrados a pinnatífidos; pecíolos envainadores. Inflorescencia de umbelas compuestas, laxas, pedunculadas; involucro e involucelo generalmente ausentes; radios muy pocos, patente-ascendentes; pedicelos patente-ascendentes. Dientes del cáliz ausentes; pétalos ovados, con un ápice inflexo más angosto, amarillos a rojizos; estilos cortos, el estilopodio cónico-comprimido. Frutos ovados a obovados, aplanados dorsalmente, glabros; carpóforo 2-partido; costillas 5, las dorsales filiformes, las laterales angosta y delgadamente aladas y con nervaduras cerca de los márgenes externos; vitas solitarias en los intervalos, 2-4 en la comisura; cara de las semillas plana; células de refuerzo en las costillas dorsales y cerca de los márgenes externos de las alas.

## Taxonomía
El género fue descrito por Carlos Linneo y publicado en Species Plantarum 1: 262. 1753. La especie tipo es: Pastinaca sativa

## Algunas especies
- Pastinaca armena
- Pastinaca clausii
- Pastinaca lucida
- Pastinaca pimpinellifolia
- Pastinaca sativa
- Pastinaca umbrosa